# José Antonio Berdún
José Antonio Berdún (Montevidéu, 1778 — Montevideo, 1837) foi um militar uruguaio.
Era soldado do regimento de Milícias Orientais quando iniciaram os movimentos de independência, em 1811, quando ingressou na tropa sob as ordens de Manuel Francisco Artigas. Extremamente dedicado a José Artigas, lhe acompanhou na luta contra o centralismo de Buenos Aires, tendo se destacado na organização das forças da província Entre Ríos
Na primeira campanha da Guerra contra Artigas, em 1816, Menna Barreto tinha órdens expressas de neutralizar sua ação, tendo lhe derrotado na Batalha de Ibirocaí, em outubro de 1816. Berdún escapou e organizou uma nova força, da qual também participou Andrés Latorre. 
Tomou depois parte na derrotada Batalha de Catalão (1817), ficando ferido e sido feito prisioneiro de Bento Manuel Ribeiro. Permaneceu preso até 1821, quando de volta ao Uruguai, se instalou em Paiçandu, Uruguai, desterrado por Carlos Federico Lecor, que lhe tachava – com razão - de conspirador. Permaneceu em Entre Ríos durante a revolta de 1825, mas  colaborou com Fructuoso Rivera na Guerra Cisplatina, em 1828. 
Depois da proclamação da República Oriental do Uruguai, faleceu na indigência no Hospital de la Caridad de Montevideo.